# IC 3543
IC 3543 је спирална галаксија у сазвјежђу Береникина коса која се налази на листи објеката дубоког неба у Индекс каталогу.
Деклинација објекта је + 26° 17' 12" а ректасцензија 12h 35m 41,3s. Привидна величина (магнитуда) објекта IC 3543 износи 15,8 а фотографска магнитуда 16,5. IC 3543 је још познат и под ознакама NGC 4565C, UGC 7764, FGC 1466, KUG 1233+265, PGC 41974.